# Gabriel DropOut
Gabriel DropOut (ガヴリールドロップアウト Gavurīru Doroppuauto?) es una serie de manga escrita e ilustrada por Ukami. La serie comenzó su serialización en la revista Dengeki Daioh de ASCII Media Works desde diciembre de 2013. Una adaptación a anime por Doga Kobo se emitió desde 9 de enero hasta el 27 de marzo de 2017.

## Argumento
Al graduarse de la secundaria en el cielo, los ángeles graduados son enviados a la Tierra, donde deben aprender sobre los seres humanos y guiarlos por el camino correcto para poder convertirse en verdaderos ángeles. Sin embargo, Gabriel White Tenma, el ángel superior en su clase, se vuelve adicta a los videojuegos al llegar a la Tierra y se convierte en un completo ángel caído como resultado. La historia sigue a Gabriel, junto a otros ángeles y demonios asentados en la Tierra, mientras asisten a la preparatoria y nos relatan su día a día.

## Personajes
Gabriel White Tenma (天真・ガヴリール・ホワイト Tenma Gavurīru Howaito?)
Seiyū: Miyu Tomita
Conocida como Gab (ガ ヴ Gabu) para abreviar. Un ángel que fue la primera de su clase, pero se convirtió en un ángel caído después de volverse adicta a los videojuegos. Ella es a menudo tiene una actitud bastante mandona y a la vez es perezosa y desmotivada. A pesar de su pereza acude siempre a la ayuda de Vigne si está lo necesita.
Vignette April Tsukinose (月乃瀬・ヴィネット・エイプリル Tsukinose Vinetto Eipuriru?)
Seiyū: Saori Ōnishi
Conocida como Vigne (ヴ ィ ー ネ Vīne) para abreviar. Es todo lo contrario de Gabriel, ella es muy responsable, contrario a su papel real como demonio, ella a menudo regaña a Gabriel debido a su comportamiento y costumbres. Es la mejor amiga de Gabriel pero secretamente está enamorada de ella, pero es demasiado tímida para decirlo.
Satanichia McDowell Kurumizawa (胡桃沢・サタニキア・マクドウェル Kurumizawa Santanikia Makudoueru?)
Seiyū: Naomi Ōzora
Conocida como Satania (サ タ ー ニ ャ Satānya) para abreviar. Es un demonio que tiene un gran orgullo y que a menudo piensa en pequeñas maneras de causar travesuras que suelen terminar en fracaso.
Raphiel Ainsworth Shiraha (白羽・ラフィエル・エインズワース Shiraha Rafieru Einzuwāsu?)
Seiyū: Kana Hanazawa
Conocida como Raphy (ラ フ ィ Rafi) para abreviar. El segundo ángel clasificado en la clase de Gabriel, que desde entonces se ha vuelto en la perseguidora un poco sádica de Satania que a menudo disfruta tomarle el pelo a Satania y causar conflictos o confusiones como manera de entretenerse. A pesar de esto aprecia y considera a Gabriel, Vigne y Satania  como amigas. Su obsesión con Satania está muy insinuada de ser en realidad sentimientos románticos por ella
Tapris Sugarbell Chisaki (千咲・タプリス・シュガーベル Chisaki Tapurisu Shugāberu?)
Seiyū: Inori Minase
Conocida como Tap (タプ Tapu) para abreviar. Un ángel que admiró a Gabriel en la escuela y presume que Satania es el responsable de convertirla en un ángel caído, se caracteriza por tener conocimientos casi nulos del mundo humano.
Machiko
Seiyū: Mai Fuchigami
Machiko es la delegada de la primera clase de la preparatoria prefectural Maiten. Todos se refieren a ella como "Delegada".
Profesor de la clase (マスター Masutā)
Seiyū: Hideyuki Umezu
Es el profesor de la primera clase. En el capítulo 8, Vigne y Sanatia se refieren a él bajo el nombre "Lentes". Tiene fama de ser muy recto y estricto
Zeroel White Tenma (ゼロェル Tenma Zeroeru Howaito)
Seiyū: Miyuki Sawashiro
Zeroel es la hermana mayor de Gabriel. Es reconocida por ser un ángel ejemplar (incluso mejor que Gabriel). También se le conoce como "el brazo derecho de Dios". Hace su aparición en el capítulo 12.

## Contenido de la obra

### Manga
Ukami comenzó a serializar la serie en la revista de manga shōnen Dengeki Daioh de ASCII Media Works desde el 27 de diciembre de 2013, donde era publicada cada dos meses. Desde el 28 de abril de 2014, la serie cambió su publicación a mensual. Ha sido compilado en 15 volúmenes tankōbon desde el 20 de diciembre de 2014. 

#### Volúmenes
| Volúmenes de manga publicados | Volúmenes de manga publicados | Volúmenes de manga publicados |
| Núm.                          | Fecha de publicación          | ISBN                          |
| ----------------------------- | ----------------------------- | ----------------------------- |
| 1                             | 20 de diciembre de 2014       | ISBN 978-4-04-869061-4        |
| 2                             | 27 de noviembre de 2015       | ISBN 978-4-04-865491-3        |
| 3                             | 27 de mayo de 2016            | ISBN 978-4-04-865927-7        |
| 4                             | 10 de enero de 2017           | ISBN 978-4-04-892565-5        |
| 5                             | 27 de septiembre de 2017      | ISBN 978-4-04-893373-5        |
| 6                             | 25 de mayo de 2018            | ISBN 978-4-04-893843-3        |
| 7                             | 22 de diciembre de 2018       | ISBN 978-4-04-912235-0        |
| 8                             | 26 de agosto de 2019          | ISBN 978-4-04-912702-7        |
| 9                             | 25 de febrero de 2020         | ISBN 978-4-04-913035-5        |
| 10                            | 27 de noviembre de 2020       | ISBN 978-4-04-913513-8        |
| 11                            | 27 de septiembre de 2021      | ISBN 978-4-04-913976-1        |
| 12                            | 27 de mayo de 2022            | ISBN 978-4-04-914425-3        |
| 13                            | 27 de diciembre de 2022       | ISBN 978-4-04-914767-4        |
| 14                            | 27 de septiembre de 2023      | ISBN 978-4-04-915268-5        |
| 15                            | 27 de septiembre de 2024      | ISBN 978-4-04-915991-2        |

### Anime
Una adaptación anime fue anunciada en julio de 2016 en la revista Dengeki Daioh. El anime es producido por Dogakobo y dirigido por Masahiko Ohta, con Takashi Aoshima manejando la composición de la serie y Katsuhiro Kumagai diseñando a los personajes. Empezó a emitirse el 9 de enero de 2017. El primer episodio tuvo una proyección anticipada el 18 de diciembre de 2016 en el teatro de Shinjuku Piccadilly en Tokio. El opening es «Gabriel Dropkick» (ガヴリールドロップキック Gavurīru Doroppukikku?) mientras el ending es «Hallelujah Essaim» (ハレルヤ☆エッサイム Hareruya Essaimu?) ambos siendo interpretados por Miyu Tomita (Gabriel), Saori Ōnishi (Vignette), Naomi Ōzora (Satanichia), y Kana Hanazawa (Raphiel). El anime contó con 12 episodios que se publicaron en tres volúmenes Blu-ray/DVD de cuatro episodios cada uno. Dos OVAs fueron publicados con el primer y tercer volumen Blu-ray/DVD, siendo publicados el 24 de marzo de 2017 y el 24 de mayo de 2017 respectivamente.

#### Lista de episodios
| Núm. | Título | Fecha de emisión      |
| --- | --- | --------------------- |
| 1 | «El día que supe que ya no había vuelta atrás» «Mō Modorenai to Shitta Ano Hi» (もう戻れないと知ったあの日) | 9 de enero de 2017    |
| Gabriel es la mejor graduada de su promoción en la Escuela de Ángeles, y con ello, debe bajar al mundo de los humanos para estudiarlos y protegerlos. Su gran dedicación a su labor desaparecerá el día que conozca los videojuegos. | |                       |
| 2 | «El ángel, el demonio y la delegada» «Tenshi to Akuma to Iinchō» (天使と悪魔と委員長) | 16 de enero de 2017   |
| Gabriel y Vigne deciden almorzar con Satania en el comedor y luego hablan sobre un cuestionario que deben entregar a la delegada. Una clase de cocina y una interesada en ser discípula de Satania completan las historias de hoy. | |                       |
| 3 | «Las amigas, el trabajo y el día veraniego con los mosquitos» «Tomo to Kinrō to Mushisasare no Natsu no Hi» (友と勤労と虫刺されの夏の日)                                                                                              | 23 de enero de 2017   |
| Gabriel comienza a trabajar en una cafetería para ganar dinero para sus videojuegos, pero no parece hecha para trabajar. Tras eso, el ataque del verano, los mosquitos y un aire condicionado descompuesto mortificarán a Gabriel. | |                       |
| 4 | «Llegan las vacaciones de verano» «Iza Natsuyasumi» (いざ夏休み) | 30 de enero de 2017   |
| Gab, Satania, Vigne y Raphiel preparan su primer viaje a la playa del mundo humano, pero Gabriel no parece muy animada. | |                       |
| 5 | «La ilusión destruida del ángel» «Sono Gensō o Kowasare Makutta Tenshi» (その幻想を壊されまくった天使) | 6 de febrero de 2017  |
| Llega al mundo humano Taplis, una joven ángel que adoraba a Gabriel y quiere visitar a su querida senpai. El problema es que no tenía ni idea de en qué se había convertido su ejemplo a seguir en la vida. | |                       |
| 6 | «La venganza de Satania» «Satānya no Gyakushū» (サターニャの逆襲) | 13 de febrero de 2017 |
| Satania sigue buscando la forma de derrotar a Gabriel y Raphi propone que jueguen shogi. Después, la delegada tendrá que ser su pareja de arte y posteriormente celebrarán Halloween. | |                       |
| 7 | «La vida demoníaca de Vigne» «Vīne no Akuma-teki na Hibi» (ヴィーネの悪魔的な日々) | 20 de febrero de 2017 |
| A Vigne le envían cada vez menos dinero desde el mundo demoníaco porque apenas se comporta como el demonio que es, así que intentará realizar actos malvados a como dé lugar. | |                       |
| 8 | «Los días escolares en otoño» «Aki no Gakkō Seikatsu» (秋の学校生活) | 27 de febrero de 2017 |
| Gabriel no quiere hacer las pruebas físicas en la escuela, algo que Satania aprovecha para retarla. Y parece tener posibilidades de ganar por una vez. | |                       |
| 9 | «Ocurre algo en Navidad y Nochevieja» «Seiya to Misoka ni Nanka Kita» (聖夜と晦日になんか来た) | 6 de marzo de 2017    |
| Vigne quiere celebrar la Navidad, pero para eso tiene que controlar primero a Satania. Tras eso, irán todas de visita al Cielo / Infierno. | |                       |
| 10 | «Los ángeles y los demonios regresan a casa» «Tenshi to Akuma Furusato ni Kaeru» (天使と悪魔故郷に帰る) | 13 de marzo de 2017   |
| Las protagonistas han vuelto al Cielo y al Infierno, donde cada cual se enfrenta a las consecuencias del regreso con sus familias. | |                       |
| 11 | «Los días divertidos para siempre...» «Tanoshī Hibi wa Itsumademo...» (楽しい日々はいつまでも…) | 20 de marzo de 2017   |
| Satania intenta salvar al perro que siempre le roba el pan de melón, pero para ello necesitará un nuevo apartamento. Luego Tap-chan regresa para visitar a Gabriel e intenta aprender más del mundo humano, incluyendo cómo usar una computadora. | |                       |
| 12 | «¡Gabriel DropOut!» «Gavurīru Doroppuauto» (ガヴリールドロップアウト！) | 27 de marzo de 2017   |
| La hermana de Gabriel, la poderosa Zeroel, llega a la Tierra. Ahora Gabriel tendrá que fingir ser perfecta para que su hermana no descubra su caída. | |                       |
| OVA 1 | «Compilación del viaje a las aguas termales ~la trampa del demonio para acercarse a la piel pura del ángel~» «Yukemuri Ryojō-hen ~Tenshi no Kiyoraka na Hada ni Semaru Akuma no Wana~» (湯煙旅情編～天使の清らかな肌に迫る悪魔の罠～) | 24 de marzo de 2017   |
| Mientras las chicas van a un viaje a una posada de aguas termales, Satania parece haber decidido conseguir que Gabriel entre en los baños con ella. Después de eventualmente lograr convencer a Gabriel de que lo haga, Satania saca una babosa gigante para atacarla, solo para que ataque a todas las demás. | |                       |
| OVA 2 | «Regalo de ángel» «Tenshi no Okurimono» (天使の贈り物) | 24 de mayo de 2017    |
| Las chicas se encuentran con una niña casi ciega, que parece reconocerlas como ángeles a través de su visión imperfecta. Cada una de ellas ayuda a la niña, la cual les cuenta que va a ser sometida a una operación de alto riesgo la cual le recuperará la vista o de salir mal la perderá para siempre. Unos días más tarde, las chicas se sorprenden al descubrir que la muchacha ha sido atropellada, dejándola en estado crítico. Queriendo salvarla, Gabriel va en contra de las reglas del Cielo y usa sus poderes angelicales para salvar a la chica y restaurar su vista. Teniendo como consecuencia castigos ligeros por sus acciones, Gabriel se relega por ver a la muchacha volver a tener una vida normal. | |                       |